# Samuel Dahl
Samuel Dahl (Västerås, 4 de marzo de 2003) es un futbolista sueco que juega en la demarcación de lateral izquierdo para el S. L. Benfica de la Primeira Liga.

## Selección nacional
Tras jugar en las categorías inferiores de la selección, finalmente hizo su debut con la selección de fútbol de Suecia en un partido amistoso contra Estonia que finalizó con un resultado de 2-1 a favor del combinado sueco tras el gol de Kevor Palumets para Estonia, y de Sebastian Nanasi y Isaac Thelin para Suecia.

## Clubes
| Club                         | País     | Año       | Partidos | Goles |
| ---------------------------- | -------- | --------- | -------- | ----- |
| Västerås SK                  | Suecia   | 2019      | 1        | 0     |
| Västerås IK Fotboll (cedido) | Suecia   | 2019      | 1        | 0     |
| Örebro SK                    | Suecia   | 2021-2023 | 47       | 0     |
| Djurgårdens IF Fotboll       | Suecia   | 2023-2024 | 37       | 0     |
| A. S. Roma                   | Italia   | 2024-2025 | 3        | 0     |
| S. L. Benfica                | Portugal | 2025-     | 23       | 0     |

## Palmarés

### Títulos nacionales
| Título                | Club          | País     | Año  |
| --------------------- | ------------- | -------- | ---- |
| Supercopa de Portugal | S. L. Benfica | Portugal | 2025 |